# Tredegar Park
Tredegar Park (en anglais) ou Parc Tredegyr (en gallois) est une communauté du borough de comté de Newport, au pays de Galles.

## Géographie
Tredegar Park se trouve au sud-ouest de l'agglomération de Newport, entre l'Ebbw (en) au nord et la South Wales Main Line à l'est. La communauté se compose principalement du grand ensemble de Duffryn (en), construit dans les années 1970.
Le manoir de Tredegar House, dont le parc lui donne son nom, se trouve au nord-ouest, dans la communauté voisine de Coedkernew. 

## Démographie
Au recensement de 2011, la communauté de Tredegar Park comptait 4 421 habitants.